# Alitalia CityLiner
Alitalia CityLiner S.p.A era la aerolínea regional, filial de Alitalia. Opera rutas de corto recorrido y vuelos con bajos factores de carga de pasajeros, utilizando aviones regionales y llevando pasajeros de aeropuertos menores al hub de Alitalia en Roma, Aeropuerto de Leonardo da Vinci–Fiumicino.

## Historia

### Fundación como Air One CityLiner
Alitalia CityLiner fue fundada como Air One  CityLiner S.p.A en junio de 2006, como subsidiaria de Air One Hoy Actualmente Inexistente, con una flota nueva  de 10 Bombardier CRJ-900. Sus primeras dos rutas eran Trieste-Roma Fiumicino y Génova-Nápoles el 7 de junio.  Por noviembre de aquel año, todas las aeronaves fueron entregadas.  En abril y mayo del año siguiente, la flota creció a diez aeronaves.
En febrero de 2007,  empezó su primera ruta internacional: Turín-París (Charles de Gaulle).
El 13 de enero de 2009, Air One y Alitalia se fusionaron bajo la marca de Alitalia.

### Renombre
El 20 de abril de 2011, la aerolínea fue renombrada como Alitalia CityLiner. Se convirtió en la única aerolínea regional del grupo y ha tomado la función de Alitalia Express. Adquirió una flota de 20 Embraer 175 y 190 que les fue entregada entre septiembre de 2011 y marzo de 2013.
En marzo de 2012, Alitalia pintó uno de sus Embraer E-190 (EI-RND) con el logo de SkyTeam.

## Destinos
Los aviones de Alitalia CityLiner operaban rutas domésticas e internacionales para Alitalia. Tenía bases operacionales en Roma-Fiumicino,  Nápoles-Capodichino, Trieste - Friuli Venezia Giulia y Milán-Linate.

## Flota

### Flota Actual

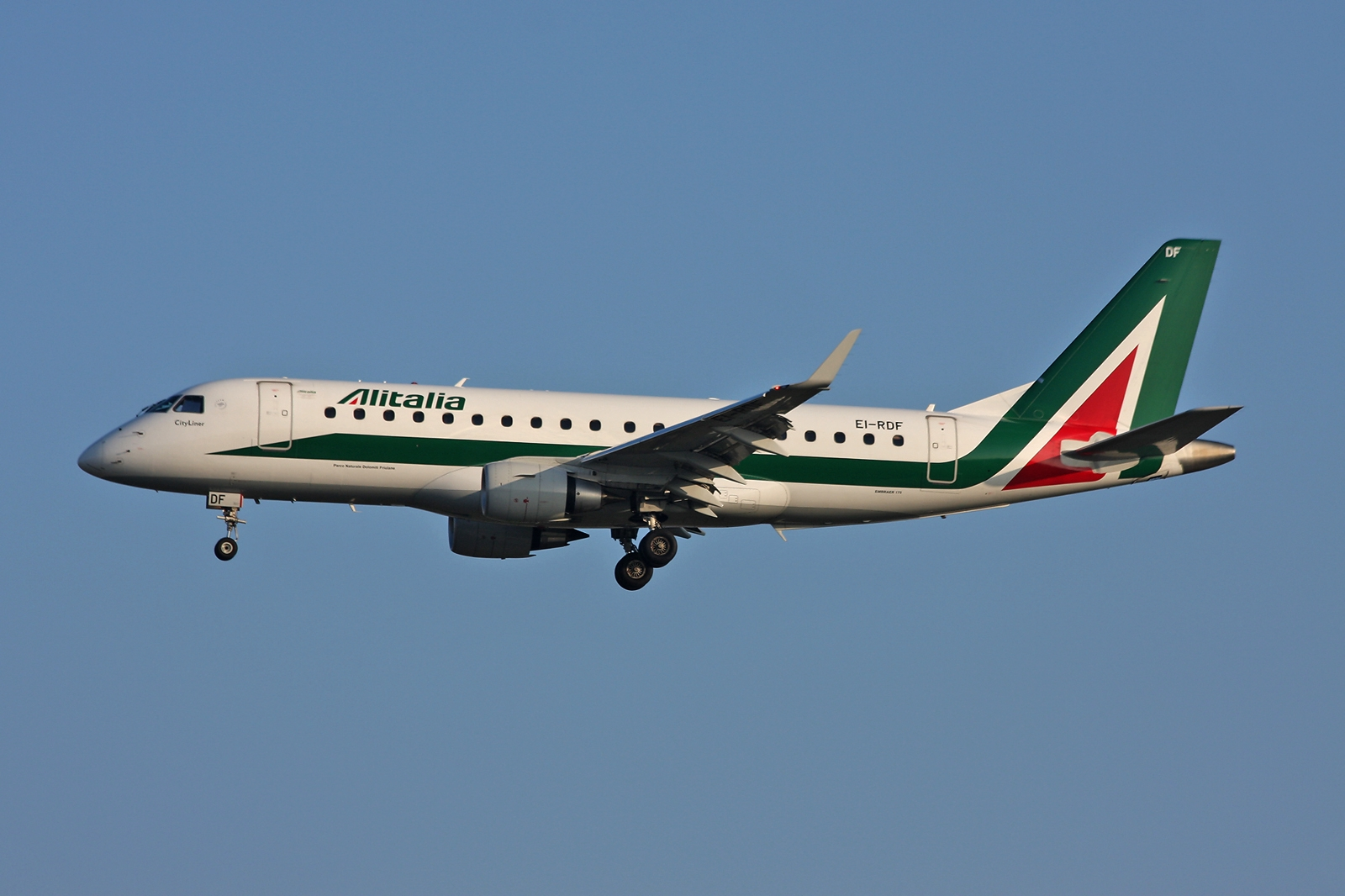
Embraer E-175 de Alitalia CityLiner.

La flota de Alitalia CityLiner constaba de las siguientes aeronaves, con una edad media de 11.6 años (enero de 2024) después de su cese:

### Flota Histórica

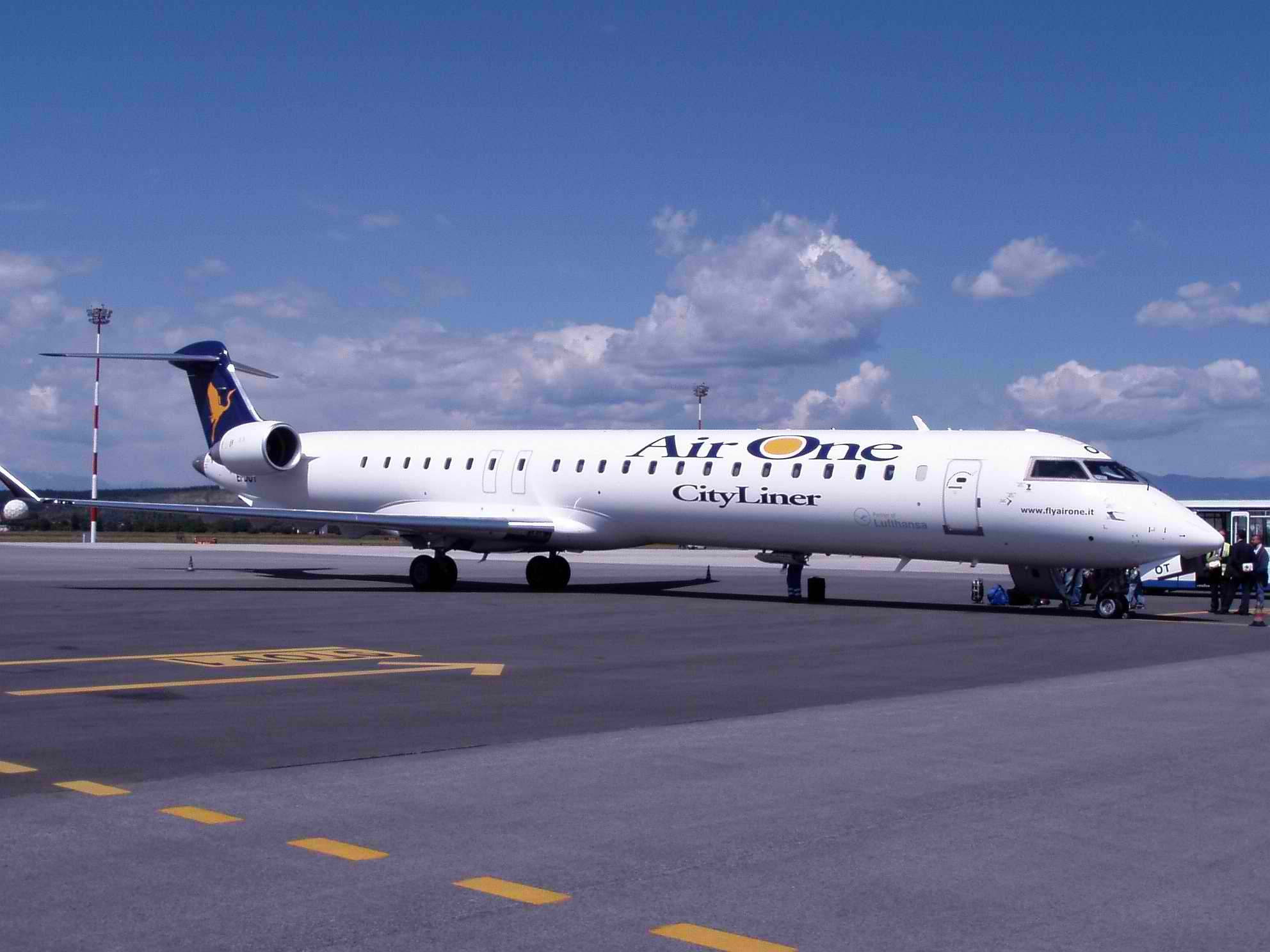
Bombardier CRJ900 de Air One CityLiner.